# Sopubia menglianensis
Sopubia menglianensis là loài thực vật có hoa thuộc họ Cỏ chổi. Loài này được Y.Y. Qian mô tả khoa học đầu tiên năm 2001.